# Bryum tenuifolium
Bryum tenuifolium är en bladmossart som beskrevs av Bridel 1801. Bryum tenuifolium ingår i släktet bryummossor, och familjen Bryaceae. Inga underarter finns listade i Catalogue of Life.